# Phreatia spathilabia
Phreatia spathilabia är en orkidéart som beskrevs av Rudolf Schlechter. Phreatia spathilabia ingår i släktet Phreatia och familjen orkidéer. Inga underarter finns listade i Catalogue of Life.